# Jurgów
 (novembre 2008).
Jurgów (orthographe slovaque Jurgov) est un village situé dans la région de Spisz, en Pologne méridionale, près de la frontière avec la Slovaquie et sur la rive droite de la rivière Białka (en slovaque Biela voda). Il est rattaché à la commune de Bukowina Tatrzańska (voïvodie de Petite-Pologne).

## Histoire
Le village de Jurgov existe depuis le XVIe siècle. Il servait alors de dépendance au Château de Niedzica qui dépendait du royaume de Hongrie. Il est peuplé de pasteurs et de paysans górali. La seigneurie de Niedzica, comme le reste de la région de Spisz, appartient à l'Autriche-Hongrie jusqu'en 1918. Le 28 juillet 1920, elle est rattachée à la Pologne à la suite du traité de Versailles et de la réorganisation des frontières européennes, jusqu'en 1939. Pendant la Seconde Guerre mondiale, le troisième Reich envahit la Pologne : la ville est concédée à la Slovaquie, intégrée à la république slovaque. En 1945, les frontières de 1920 seront rétablies .

## Vues et attractions
L'église Saint-Sébastien date d'environ 1670. Elle est construite entièrement en bois et toujours en service aujourd'hui. Elle a été reconstruite deux fois : en 1811, puis en 1869. Elle est entourée par de grands et anciens arbres. Les murs et le toit de l'église reposent sur des bardeaux en bois. L'intérieur de l'église est de style baroque et comporte plusieurs figures découpées multicolores d'anges, de saints, etc.
Un groupe des cabanes de bergers (szalas) dans la clairière de « Pod Okólne ». Le pâturage des vaches et des moutons était l'activité principale des habitants de Jurgov, qui possédaient plusieurs pâturages dans les Tatras où ils emmenaient leurs troupeaux ; ils avaient également plusieurs cabanes de berger. Au XIXe siècle, la famille aristocratique des Hohenlohe ne leur permit plus d'utiliser les pâturages des Tatras, elles durent déplacer leurs diverses structures vers le bas des montagnes. Ces constructions sont un témoignage unique de cabanes en bois typiques en grand nombre et en un même endroit ; elles sont sous la protection du Musée des Tatras.
Une vieille scierie à action hydraulique est toujours en service.
La closerie de Soltys, un ensemble de bâtiments en bois conservés dans leur état du début du XXe siècle, est actuellement rattachée au musée des Tatras de Zakopane.

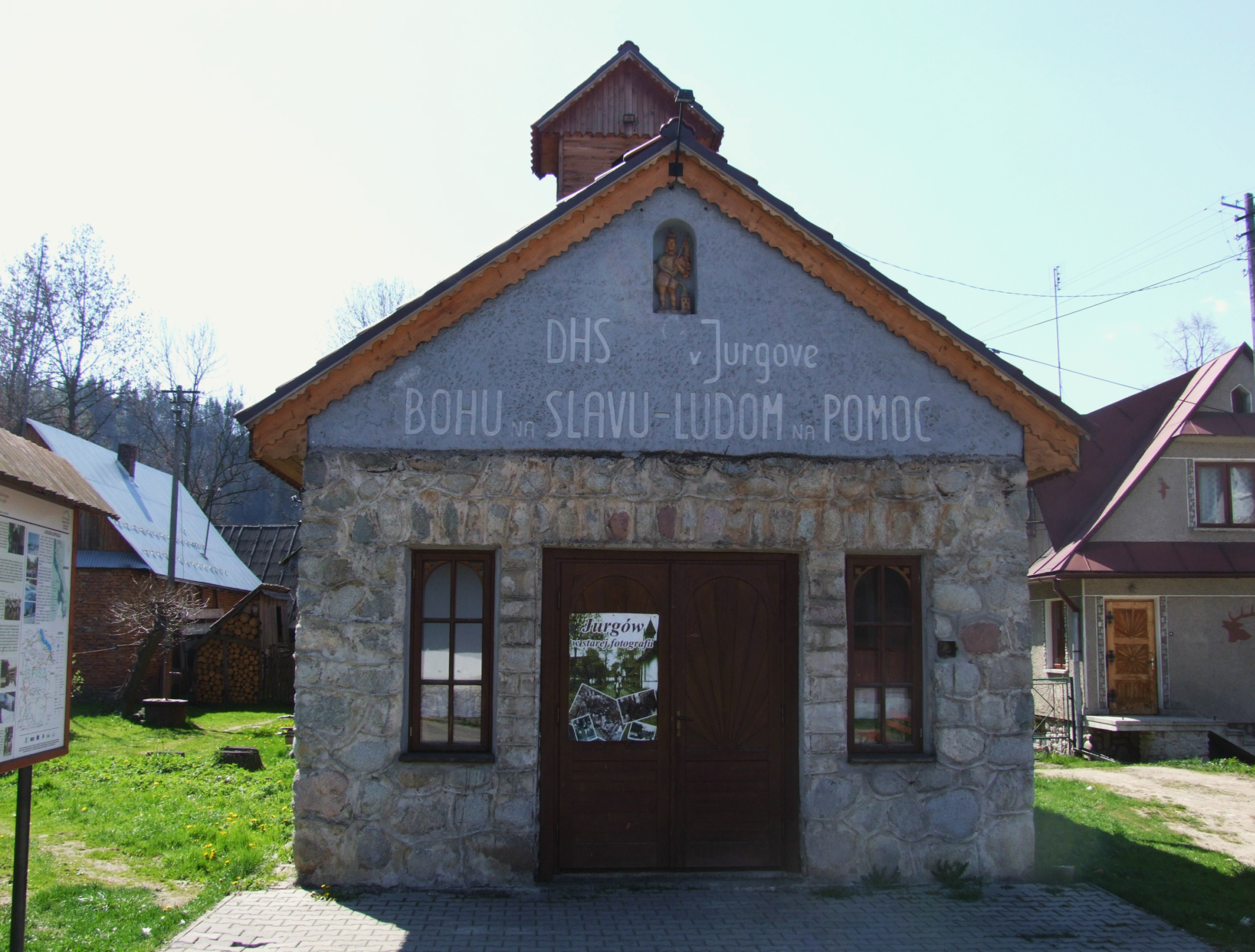
L'ancienne remise des pompiers, aujourd'hui salle d'exposition du musée. (l'inscription religieuse est en slovaque)
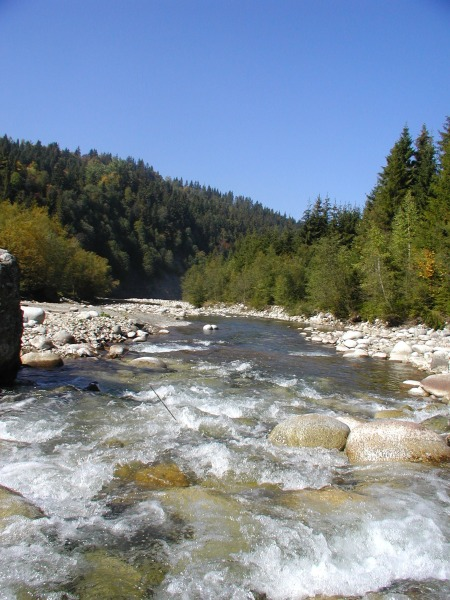
La Białka (torrent) près de Jurgów.
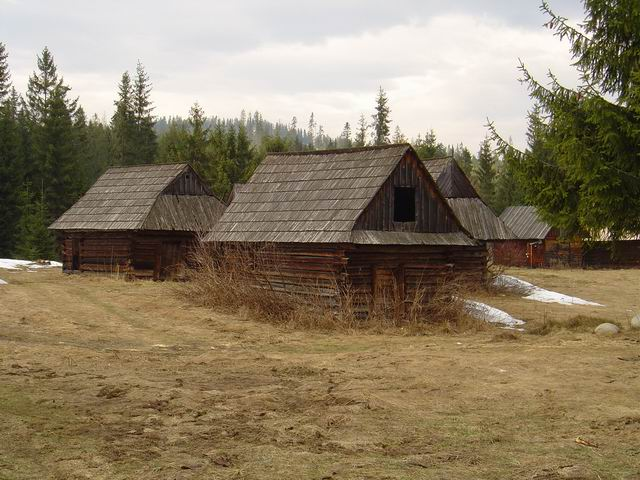
Les cabanes de berger en bois.